# Iaroslao di Opole
Iaroslao di Opole (Jarosław opolski in polacco; dopo il 1143 – Breslavia, 22 marzo 1201) è stato un nobile e vescovo cattolico polacco, primo duca di Opole dal 1173 fino alla sua morte.

## Biografia
Era il figlio maggiore del duca di Slesia Boleslao I l'Alto e della sua prima moglie Zvenislava, figlia di Vsevolod II, Gran Principe di Kiev. Il suo nome, di chiara origine russa, gli fu dato da sua madre.

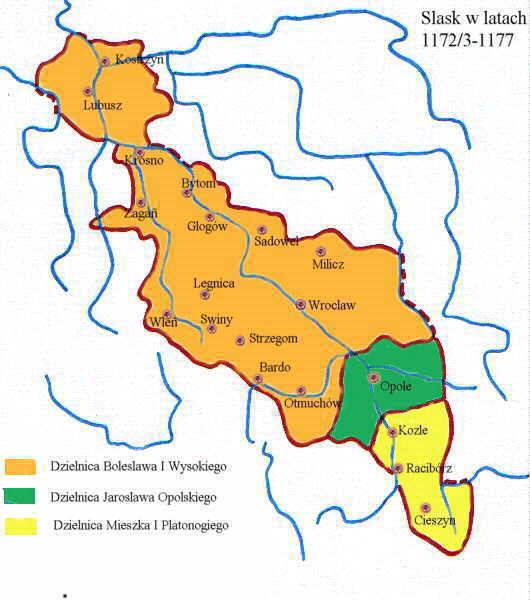
La divisione del ducato di Slesia tra Boleslao l'Alto (Bassa Slesia, in arancione), Iaroslao (Opole, in verde) e Miecislao (Racibórz, in giallo) dopo la pace del 1173

Non è noto se la sua nascita risalga a prima o dopo l'esilio di suo padre, e se essa sia quindi avvenuta in Slesia o nei territori del Sacro Romano Impero, ma è certo che crebbe ad Altenburg e trascorse molta della sua infanzia alla corte dell'imperatore Federico Barbarossa. Dopo il recupero della Slesia da parte del padre e dello zio Miecislao nel 1163, vi si trasferì con il resto della famiglia e da lì diede probabilmente inizio alla sua attività politica. Tuttavia, il secondo matrimonio di suo padre con la nobile tedesca Cristina cambiò drasticamente la sua situazione. Gli intrighi e l'influenza della nuova moglie spinsero infatti Boleslao a favorire sempre più i figli di secondo letto, ai quali decise infine di lasciare la sua intera eredità, mentre Iaroslao fu costretto, attorno al 1170, a intraprendere una carriera religiosa.
Questi, tuttavia, non si rassegnò all'essere stato privato del potere e dell'eredità paterna sul Ducato di Slesia (che gli sarebbe spettata in quanto figlio primogenito) e iniziò a tramare con lo zio Miecislao. Tra il 1172 e il 1173, i due diedero inizio a una rivolta che sfociò in una guerra civile, al termine della quale Boleslao fu costretto a fuggire a Erfurt. Fortunatamente per lui, Federico Barbarossa decise di intervenire e attraverso la sua mediazione Boleslao poté riprendere il potere in Slesia, ma fu costretto a creare i ducati di Racibórz e Opole, dei quali presero possesso rispettivamente Miecislao e Iaroslao.
Nel 1195 Iaroslao sostenne Miecislao III il Vecchio nella battaglia di Mozgawa contro Leszek il Bianco. Lì le truppe slesiane, che non sapevano che Miecislao e il suo esercito avessero abbandonato il campo di battaglia prima del loro arrivo, furono sconfitte da Goworek Rawicz. Tre anni dopo, nel 1198, Iaroslao si riconciliò con suo padre e accettò definitivamente la carriera ecclesiastica, venendo eletto Vescovo di Breslavia, mantenendo al contempo il suo titolo ducale. L'avvenuta riconciliazione tra padre e figlio è testimoniata dalla monetazione slesiana del periodo, che riporta congiuntamente i loro nomi.
Iaroslao morì il 22 marzo 1201, pochi mesi prima di suo padre, che prese il controllo del Ducato di Opole dopo la sua morte. L'anno successivo, Opole fu conquistata da suo zio Miecislao dopo un attacco a sorpresa contro Enrico I il Barbuto, figlio più giovane e successore di Boleslao l'Alto. Iaroslao fu probabilmente sepolto a Breslavia.

## Ascendenza
|                        |                    |                           | Genitori                 |  |  | Nonni |  |  | Bisnonni                |  |  | Trisnonni                   |  |
|                        |                    |                           |                          |  |  |       |  |  | Boleslao III di Polonia |  |  | Ladislao Ermanno di Polonia |  |
|                        |                    |                           |                          |  |  |       |  |  | Boleslao III di Polonia |  |  | Ladislao Ermanno di Polonia |  |
|                        |                    | Giuditta di Boemia        |                          |  |  |       |  |  | Boleslao III di Polonia |  |  |                             |  |
| Ladislao II l'Esiliato |                    |                           |                          |  |  |       |  |  | Boleslao III di Polonia |  |  |                             |  |
|                        |                    | Zbyslava di Kiev          | Svjatopolk II di Kiev    |  |  |       |  |  |                         |  |  |                             |  |
|                        |                    | Zbyslava di Kiev          | Svjatopolk II di Kiev    |  |  |       |  |  |                         |  |  |                             |  |
|                        |                    | Zbyslava di Kiev          | N. di Boemia             |  |  |       |  |  |                         |  |  |                             |  |
| Boleslao I l'Alto      |                    | Zbyslava di Kiev          |                          |  |  |       |  |  |                         |  |  |                             |  |
|                        |                    | Leopoldo III di Babenberg | Leopoldo II di Babenberg |  |  |       |  |  |                         |  |  |                             |  |
|                        |                    | Leopoldo III di Babenberg | Leopoldo II di Babenberg |  |  |       |  |  |                         |  |  |                             |  |
|                        |                    | Leopoldo III di Babenberg | Ida d'Austria            |  |  |       |  |  |                         |  |  |                             |  |
| Agnese di Babenberg    |                    | Leopoldo III di Babenberg |                          |  |  |       |  |  |                         |  |  |                             |  |
|                        |                    | Agnese di Waiblingen      | Enrico IV di Franconia   |  |  |       |  |  |                         |  |  |                             |  |
|                        |                    | Agnese di Waiblingen      | Enrico IV di Franconia   |  |  |       |  |  |                         |  |  |                             |  |
|                        |                    | Agnese di Waiblingen      | Berta di Savoia          |  |  |       |  |  |                         |  |  |                             |  |
| Iaroslao di Opole      |                    | Agnese di Waiblingen      |                          |  |  |       |  |  |                         |  |  |                             |  |
|                        | Oleg I di Černihiv | Svjatoslav II di Kiev     |                          |  |  |       |  |  |                         |  |  |                             |  |
|                        | Oleg I di Černihiv | Svjatoslav II di Kiev     |                          |  |  |       |  |  |                         |  |  |                             |  |
|                        | Oleg I di Černihiv | Kilikia                   |                          |  |  |       |  |  |                         |  |  |                             |  |
| Vsevolod II di Kiev    | Oleg I di Černihiv |                           |                          |  |  |       |  |  |                         |  |  |                             |  |
|                        |                    | Teofano Mouzalonissa      | …                        |  |  |       |  |  |                         |  |  |                             |  |
|                        |                    | Teofano Mouzalonissa      | …                        |  |  |       |  |  |                         |  |  |                             |  |
|                        |                    | Teofano Mouzalonissa      | …                        |  |  |       |  |  |                         |  |  |                             |  |
| Zvenislava di Kiev     |                    | Teofano Mouzalonissa      |                          |  |  |       |  |  |                         |  |  |                             |  |
|                        |                    | Mstislav I di Kiev        | Vladimir II di Kiev      |  |  |       |  |  |                         |  |  |                             |  |
|                        |                    | Mstislav I di Kiev        | Vladimir II di Kiev      |  |  |       |  |  |                         |  |  |                             |  |
|                        |                    | Mstislav I di Kiev        | Gytha del Wessex         |  |  |       |  |  |                         |  |  |                             |  |
| Maria di Kiev          |                    | Mstislav I di Kiev        |                          |  |  |       |  |  |                         |  |  |                             |  |
|                        |                    | Cristina di Svezia        | Ingold I di Svezia       |  |  |       |  |  |                         |  |  |                             |  |
|                        |                    | Cristina di Svezia        | Ingold I di Svezia       |  |  |       |  |  |                         |  |  |                             |  |
|                        |                    | Cristina di Svezia        | Helena                   |  |  |       |  |  |                         |  |  |                             |  |
|                        |                    | Cristina di Svezia        |                          |  |  |       |  |  |                         |  |  |                             |  |